# Трикая
Трикая или Трите Буда Тела е група от поучения, дадени от историческия Буда Шакямуни в рамките на третото завъртане на колелото на Дхарма. Освен във Ваджраяна понятието за Трикая е в основата на Зен будизма, например изложено от Шестият Патриарх Хуйнен в Олтарна сутра. В тези поучения се обяснява присъщата на всички чувстващи същества Буда Природата, чиито съвършени качества се изразяват като Трите Тела на Буда:
- Дхармакая (тибетски Чьоку) – тяло на истината или още тяло на явленията и отговаря на абсолютната всепроникваща истина, която е винаги и навсякъде.
- Самбогакая (тибетски Лонгку) – тяло на радостта или тяло на ползата, което се проявява като Буда форми каквито са идамите, които дават на ума на практикуващия обратна връзка с неговите собствени просветлени качества.
- Нирманакая (тибетски Тулку) – тяло на състрадателното проявление или тяло на излъчването, което реализираните същества приемат, за да бъдат от полза за всички, които имат добрата възможност да ги срещнат, например историческия Буда Шакямуни.[1]

Във Ваджраяна традициите се използва понятието
- Свабавикакая (тибетски Нгоуоникику) или Същностното Тяло на Буда, което най-често се определя като неделимостта на трите. Също така Дхармакая носи в себе си два вида мъдрост: относно това какви са нещата в същността си и относно това как те се проявяват, докато Свабавикакая е носител на два вида чистота: чиста по природата си и чиста откъм недостатъци.

Понякога се говори за Две Буда Тела: Дхармакая и Рупакая или тяло на формата, което включва Нирманакая и Самбогакая.
Калу Ринпоче дава следното обяснение: нормално чувстващите същества преживяват своето обичайно съществуване като три форми: ум, реч и тяло. При постигането на просветление отпадат всички воали на ума и тези непросветлени аспекти се преживяват съответно като Дхармакая, Самбогакая и Нирманакая. При отпадането на воала на погрешните възгледи се постига Дхармакая, при отпадането на воала на смущаващите чувства се постига Самбогакая и при отпадане на кармичния воал се постига Нирманакая.

## Пали канон
Още преди Буда Паринирвана на Буда термина Дармакая е бил в употреба. Дхармакая буквално означава Тяло на истината, както и Тяло на реалността.
В Пали канона Буда казва на Васетха, че Татхагата (Буда) е Дармакая, „Тяло на истината“ или „Въплъщение на истината“, както и Дармабхута, което е „Установена истина“ и „Човек, който се е превърнал в истина“
Буда се отъждествява с Дамма:

... и Буда го утешава, „Стига, Ваккали защо искате да видите това мръсно тяло? Който вижда Дамма, вижда мен, а който вижда мен вижда Дамма“ 

Путикая, което е „разлагащо тяло“ се отличава от вечното тяло Дамма на Буда и от тялото бодхисатва.